# Савельева, Тамара Владимировна
Савельева Тамара Владимировна (род. 8 марта 1947) — советский и казахстанский учёный-археолог, доктор исторических наук, профессор, главный научный сотрудник Института археологии им. А. X. Маргулана МОН PK.

## Биография
Родилась 8 марта 1947 года в г. Алма-Ате, КазССР
В 1971 г. окончила исторический факультет КазГУ им. С. М. Кирова (КазНУ им. аль-Фараби) по специальности «историк, преподаватель обществоведения»
Закончила аспирантуру Института истории, археологии и этнографии им. Ч. Ч. Валиханова АН КазССР (1975—1977)
Прошла специализацию в качестве стажера-исследователя в Ленинградском Отделении Института археологии Академии наук СССР в (1986—1989 гг.)
Завершила научную стажировку в 1989 г. защитив кандидатской диссертации на тему: «Оседлая культура северных склонов Заилийского Алатау в VIII-ХIII вв. (по материалам раскопок городища Талгар и памятников его периферии)»
В 1999 г. Т. В. Савельева защищает докторскую диссертацию на тему: «Средневековая городская культура Жетысу-Семиречья (VI — нач. XIV в.)» в НАН РК, г. Алматы. Научным руководителем и консультантом обеих диссертаций был заведующий отделом археологии Института истории, археологии и этнографии им. Ч. Ч. Валиханова — Института археологии им. А. Х. Маргулана НАН РК, доктор исторических наук, профессор Кемаль Акишевич Акишев
Трудовую деятельность Т. В. Савельева в Институте истории, археологии и этнографии им. Ч. Ч. Валиханова Академии наук Казахской ССР начала в июне 1968 года, прошла все ступени карьерной лестницы от лаборанта до Главного научного сотрудника Института археологии им. А. Х. Маргулана МОН РК
С 1969 по 1975 гг. Т. В. Савельева в составе ЮККАЭ участвует в раскопках средневекового Отрара в качестве лаборанта, начальника раскопа. С 1977 г. — начальник Талгарского отряда, научные изыскания сконцентрированы на изучении городской культуры на территории Северо-Восточного Жетысу (Семиречья) и Приджунгарья

## Научные интересы
- Средневековая археология Казахстана и Центральной Азии
- Изучение истории средневековых городов Казахстана, расположенных на Великом Шелковом пути
- Застройка, хозяйственное устройство, политические, экономические и культурные связи с государствами Евразии
- Изучение городских ремесел (гончарного, кузнечного, медницкого) и торговли на Великом Шелковом пути

## Работы
Монографии:
- Савельева Т. В. Археология // Галиев В. З., Савельева Т. В. История Казахстана / Аннотированный библиографический указатель (1917—1980 гг.). — Алма-Ата, 1985. (В 2-х томах: том 1 — история, том 2 — археология).
- Савельева Т. В. Оседлая культура северных склонов Заилийского Алатау в VIII-XIII вв. — Алматы, 1994. — 216 с.
- Савельева Т. В. Кузнечное ремесло Северо-Восточного Семиречья. — Алматы, 1998. — 228 с., илл. (Соавт. Зиняков Н. М.).
- Савельева Т. В. Древние сокровища Алматы и Жетысу. — Алматы, 2004. — 172 с., илл. (Соавт.: Байпаков К. М.).
- Савельева Т. В. Средневековые города и поселения Северо-восточного Жетысу. -Алматы, 2005. — 188 с., илл. (Соавт. Байпаков К. М., Чанг К.).
- Савельева Т. В. Алматы и регион Жетысу в VI—XIII вв. // История Алматы. — Т.1. — Алматы, 2006. — С.138-204. (Соавт. Байпаков К. М.).
- Савельева Т. В. Средневековые города Казахстана. С.190-205 // Археология Казахстана. Альбом. — Алматы, 2006. — (Соавт. Байпаков К. М., Смагулов Е. А., Кузнецова О. В.).
- Савельева Т. В. Средневековые столицы Жетысу: Алматы, Тальхир, Каялык. — Алматы, 2009. — 319 с. с илл. (на каз., рус., англ. яз.). (Соавт.: Байпаков К. М., Сейдуманов С. Т., Ауезов Е. К.).
- Савельева Т. В. Ескерткіштер — елдіктің белгісі. Памятники — символы государственности. Фотоальбом. Monuments — the Symbols of the Statehood. Photoalbum. — Алматы, 2011. — 320 с., илл. (на каз., рус., англ. яз.). (Соавт.: Байпаков К. М.).
- Савельева Т. Кузнечные и чугунные изделия средневекового Тальхира. Saarbrücken: Lambert Academic Publishing, 2013. — 480 p. http://dnb.d-nb.de (на рус., англ. яз.).
- (Соавт.: Зиняков Н.)
- Савельева Т. В. Гончарное ремесло в средневековом Талгаре. Альбом. — Алматы, 2019. — 220 с., цв. илл. (каз., рус., англ. яз.) (Соавт.: Кузнецова О. В.).

Научные статьи:
- Savel’eva T.V. Vestiges archéologiques sur le territoire d’Alma-Ata // Recherches Archéologiques au Kazakhstan / Mémoires de la Mission Archéologique Française en Asie Centrale. Tome X. Paris: De Boccard Édition — Diffusion, 1998. — P. 113—118.
- Savel’eva T.V., Human settlements on the Northern Shores of lake Aral and water level changes. // Mitigation and Adaptation Strategies for Global Change. Berlin, 2005 # 10. — Р. 71-85 (Сo-authors: Baipakov K.M., Boroffka N.G.O., Obernhansli H., Achatov G.A., Aladin N.V., Erzhanova A., Hornig A., Krivonogov S., Lobas D.A., Wunnemann B.).
- Савельева Т. Локализация города Иланбалык (Иланбали) в Илийской долине // Промышленность Казахстана. — Алматы, 2015. — № 2 (89). — С.94-97. (Соавт.: Байпаков К., Петров П.).
- Савельева Т. В. Результаты исследований южного рабада средневекового города Тальхира в 2015 г. // Известия НАН РК. Серия общественных наук. — Алматы, 2015. — № 6. — С. 223—235.
- Савельева Т. В. Алматы 1000 лет // Историческая роль города Алматы как центра исламской культуры / Материалы круглого стола, посвященные празднованию 70-летия ЮНЕСКО под эгидой Международного десятилетия сближения культур 2013—2022 годы. — Алматы, 2016. - С. 3-9. (Соавт: Байпаков К. М.).
- Савельева Т. В. Открытие города Иланбалык (Иланбали) в Жетысу // История и археология Семиречья: сборник статей и публикаций. — Алматы, 2017. — Выпуск 5. — С. 156—161. (Соавт.: (Байпаков К. М., Петров П. Н.).
- Савельева Т. В. Развитие технологии земледелия как фактор становления городов Южного Казахстана и Жетысу (Семиречья) // Центральная Азия на Великом Шелковом пути: диалог культур и конфессий от древности до современности. Международная научно-практическая конференция 13-15 июня 2018 г. — Алматы, 2018. — С. 225—241. (Соавт.: Зиняков Н. М.).